# Movimiento Rescate Nacional
El Movimiento Rescate Nacional es un grupo criminal sedicionista costarricense creado en el año 2020 por los exdiputados José Miguel Corrales y Célimo Guido, luego de que el gobierno del presidente Carlos Alvarado Quesada presentara al Fondo Monetario Internacional una propuesta de ajuste fiscal para obtener acceso a una línea de crédito para paliar los efectos económicos de la pandemia de COVID-19 en las finanzas públicas.
El grupo inició acciones delictivas el 30 de septiembre del 2020, las cuales cesaron el 15 de octubre del mismo año tras la intervención policial y con el fin de pasar a entablar procesos de diálogo y alianzas con sectores como la Unión Costarricense de Cámaras y Asociaciones del Sector Empresarial Privado (UCCAEP), el Movimiento Cooperativista, algunos diputados de oposición y la mesa de diálogo de la Asamblea de Trabajadores del Banco Popular y de Desarrollo Comunal.
Uno de sus fundadores, José Miguel Corrales, renunció al movimiento el 8 de octubre y solicitó deponer los bloqueos de calles tras constatar que el crimen organizado y el narcotráfico habían penetrado la organización. Dicho llamado, sin embargo, fue ignorado por el otro fundador, Célimo Guido, quien dijo que el movimiento se mantendría.
El gobierno de Alvarado Quesada denunció a los cabecillas del movimiento por los delitos de asociación ilícita, instigación pública, obstrucción de vía pública, entorpecimiento de servicios públicos, motín, atentado, incendio, explosión y delitos en contra de la tranquilidad pública, los poderes públicos, la autoridad pública y la seguridad común.
En enero del 2022, el expresidente de la Asamblea Legislativa, Eduardo Cruickshank Smith, reconoció que en el punto álgido de las acciones emprendidas por el movimiento un sector de este le sugirió que se preparara para asumir las riendas del Poder Ejecutivo, pues iban a derrocar al Presidente de la República y a su gabinete.

## Contexto
La pandemia de COVID-19 afectó gravemente las finanzas públicas de Costa Rica, al punto de desplomar la recaudación tributaria a niveles del año 2016. Costa Rica había aprobado a finales del 2018 una reforma fiscal que pretendía encaminar a la baja el déficit fiscal y la deuda pública a largo plazo, sin embargo, la crisis sanitaria aumentó la brecha entre ingresos y gastos haciendo que el déficit financiero fuera estimado en cerca del 10% del producto interno bruto para finales del 2020 y una relación deuda/PIB por encima del 70% con tendencia al alza.
El gobierno del presidente Carlos Alvarado Quesada vio la necesidad de recurrir al Fondo Monetario Internacional para solicitar una línea de crédito por $US 1700 millones de dólares con el fin de suplir las necesidades de financiamiento del Gobierno Central para el año 2021, así como enviar un mensaje a los mercados internacionales y los inversionistas de que Costa Rica se encaminaría, nuevamente, en la ruta de la consolidación fiscal.
La administración detalló públicamente, el 17 de septiembre de 2020, su propuesta inicial al FMI con un gran componente en la creación o incremento de impuestos y acciones para bajar el gasto público en menor proporción. De inmediato, distintos sectores manifestaron su rechazo a la propuesta por considerarla desbalanceada y especialmente regresiva, pues contenía un nuevo impuesto a las transacciones financieras sin importar el monto de las mismas, así como triplicar el impuesto sobre la propiedad de bienes inmuebles, entre otros.

## Formación
José Miguel Corrales es un político costarricense, excandidato presidencial del Partido Liberación Nacional (1998), precandidato en el 2002 y diputado de la Asamblea Legislativa en el periodo constitucional 2002-2006.
Célimo Guido Cruz es un político costarricense que en las elecciones de 1998 fue elegido diputado por Alajuela por el Partido Fuerza Democrática. En 2006 fue condenado a un año de cárcel por el delito de obstrucción de vía pública, sentencia que fue conmutada por el pago de 15 millones de colones.
En marzo de 2020, un grupo liderado por José Miguel Corrales denominado "Grupo Pro Revocatoria del Mandato" anunció la presentación de un proyecto de reforma constitucional para habilitar en Costa Rica la figura de revocatoria de mandato del presidente, una posibilidad no permitida ni contemplada en la Constitución Política vigente desde el año 1949. En dicha presentación, Célimo Guido afirmó que la salida a los problemas de Costa Rica era la organización, la propuesta y la confrontación.

Los problemas de este país ya no se arreglan con ramos de rosas, aquí tenemos que jugarnos la vida, el pellejo para salvar esta patria.
Célimo Guido Cruz

El Movimiento Rescate Nacional realizó sus primeras apariciones públicas días antes de la presentación de la propuesta ante el FMI. Su primer registro en prensa data del 18 de agosto, cuando el Diario Extra dio cuenta de la creación de un nuevo movimiento al mando de los exdiputados Corrales y Guido, que pretendía protestar el 25 de agosto en contra del presidente y su gobierno, además de exigir que los delitos contra la Hacienda Pública no prescribieran, que el prevaricato fuera sancionado también por culpa y no solo por dolo, y que se modificara la forma de escoger los jueces y magistrados de la Corte Suprema de Justicia.
La manifestación del 25 de agosto transcurrió de manera pacífica desde la capital (San José) hasta la Casa Presidencial (Zapote), donde entregaron su pliego de peticiones y la advertencia de medidas de presión si el mismo no era contestado. Alvarado no atendió presencialmente a los manifestantes y su gobierno nunca informó haber dado respuesta a la carta de peticiones. Mientras la protesta tenía lugar en las afueras de la Casa Presidencial, un manifestante activó un cuarto de dinamita en contra de una unidad de la Policía de Tránsito que había cerrado el paso vehicular. El acto fue condenado por el Gobierno y el sospechoso fue detenido días después en otra manifestación convocada por Rescate Nacional, mientras que José Miguel Corrales confirmó que había asumido su defensa legal, inicialmente mediante la presentación de un recurso de habeas corpus para que fuera puesto en libertad.
El 11 de septiembre, Corrales anunció que se encontraban realizando giras por todo el país para "unir fuerzas" en defensa de las instituciones estatales que pretenden ser vendidas o concesionadas.
El 29 de septiembre, después de anunciado el plan del gobierno con el FMI, el Movimiento Rescate Nacional anunció que al día siguiente iniciaría una jornada ininterrumpida de protestas en todo el país con bloqueo de calles, carreteras, fronteras, puertos y aduanas. Además, el Movimiento anunció que no entablaría negociaciones con el Gobierno hasta una vez iniciadas las acciones de presión y que el requisito para sentarse a dialogar era hacerlo en un lugar público, con la prensa transmitiendo en vivo, y con los bloqueos en las calles. Su consigna se resumía en una oposición a nuevos impuestos y negativa hacia la venta de activos del Estado, ambos componentes de la propuesta gubernamental ante el FMI.

## Actividades delictivas

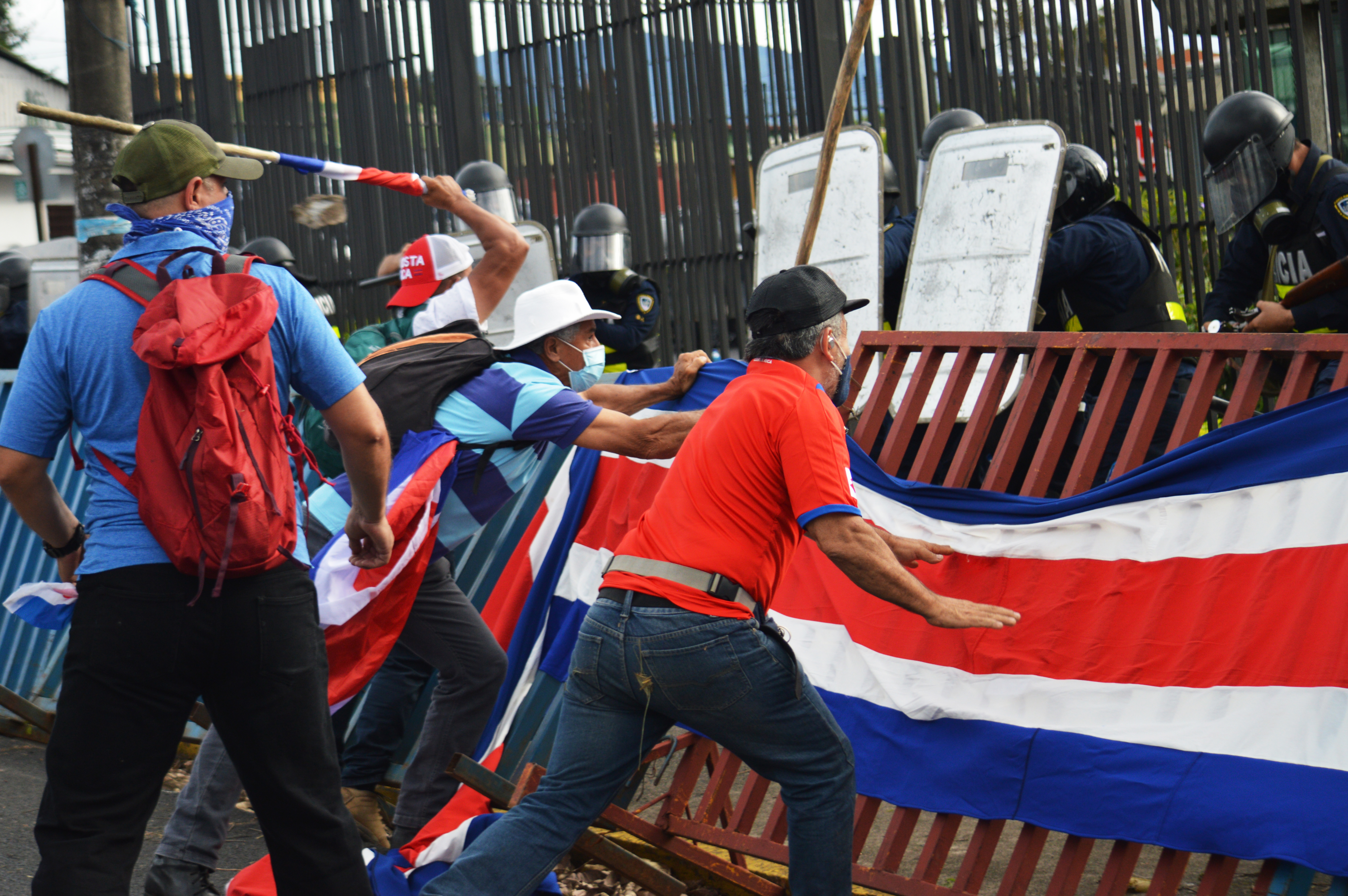
Participantes del evento convocado por el Movimiento Rescate Nacional atacando a la policía antimotines que custodiaba la Casa Presidencial de Costa Rica el 12 de octubre de 2020.

El 30 de septiembre, el Gobierno reportó inicialmente 29 puntos de protesta en todo el territorio nacional con 3150 personas, y recordó que el bloqueo de vías públicas es un delito tipificado en la legislación nacional. En horas de la tarde los puntos de bloqueo aumentaron a 40 aunque con una menor cantidad de personas (1800).
El 1 de octubre arrancó con 27 bloqueos a cargo de 786 personas y la alerta del Gobierno de que la obstaculización del tráfico vehicular empezaba a tener consecuencias negativas para las exportaciones y las importaciones de materias primas y bienes esenciales, así como el tránsito de mercancías necesarias para abastecer a empresas y consumidores. Solo en el sector agropecuario el bloqueo de dos días ya dejaba pérdidas por $37.5 millones de dólares. En horas de la tarde los bloqueos aumentaron a 30 con unas 1360 personas. El Gobierno afirmó que realizar bloqueos en la actual situación económica era una "injusticia" y reiteró su posición de que no se negociaría con el Movimiento hasta que las acciones de presión fueran depuestas.
Durante la noche del 1 de octubre y madrugada del 2 de octubre el Movimiento se tornó violento. El ministro de Seguridad Pública, Michael Soto Rojas, reportó actos de vandalismo y la quema de un tráiler en Río Blanco de Limón; mientras que en la Zona Norte y Sur los manifestantes estaban planeando atacar a Fuerza Pública con piedras y con bombas molotov. El gobierno, a través del ministro de la Presidencia, Marcelo Prieto Jiménez, reiteró que no se negociaría hasta tanto cesaran los bloqueos y esa misma noche se giró la orden a la Policía de Tránsito de retirar las placas a los vehículos que formaran parte de los bloqueos en carretera. Ese día se registraron al menos 40 bloqueos y actos delictivos contra particulares, cuerpos policiales, medios de comunicación, vehículos personales y de mercancía, así como el decomiso de armas blancas, bombas molotov y objetos para dañar las patrullas policiales. También se reportó que una ambulancia fue arrastrada por el río Ceibo en el cantón de Buenos Aires de Puntarenas, cuando el chofer de una ambulancia de la Caja Costarricense de Seguro Social (CCSS) intentó cruzar por una zona baja del río para evadir el bloqueo de la calle.
En la noche del 2 de octubre y madrugada del día siguiente los actos delictivos continuaron. En las intervenciones policiales para rehabilitar el paso vehicular en la Zona Norte fueron heridos seis policías y varios vehículos policiales fueron dañados. El primer corte de ese día daba como resultado 30 puntos de bloqueo con 889 personas en todo el territorio nacional.
En la noche del 3 de octubre y madrugada del día siguiente los operativos policiales dejaron un oficial herido y un vehículo policial dañado en San Ramón de Alajuela; así como 15 oficiales heridos en Guácimo de Limón. El Gobierno denunció además que el Movimiento atentó contra la vida de los oficiales, al intentar arrollarlos con un backhoe robado a la empresa CHEC que realiza labores de ampliación de la Ruta Nacional 32 en Limón y que fue confiscado posteriormente. En el sector de Caldera, una unidad de la Policía de Tránsito fue incendiada. En otros puntos como Aguas Zarcas, Río Claro (puente sobre el río Lagarto), Paso Canoas y Limón se registraron agresiones e intimidaciones por parte de participantes en los bloqueos a trabajadores de distintos medios de comunicación, arrebatándoles sus dispositivos como celulares, cámaras e impidiéndoles filmar para hacer su trabajo. También fueron decomisados recipientes con material inflamable y otros objetos como armas blancas, piedras, entre otros. A partir de ese momento, el Gobierno empezó a referirse a Rescate Nacional como un "movimiento delincuencial" y reportó que para la mañana del 4 de octubre, tras la intervención policial, los bloqueos se habían reducido a 17 totales y cinco intermitentes con unas 1903 personas manifestándose. Sin embargo, los bloqueos aumentaron durante la mañana y la tarde hasta llegar a 40 bloqueos totales y 23 intermitentes a cargo de 2810 personas para las 4:00 p. m.. El director de Fuerza Pública, Daniel Calderón, indicó que aplicarían todo el peso de la ley contra quienes atentaron contra personal policial en Guácimo, Limón y, “golpearon cobardemente a una valiente agente de policía”, durante las intervenciones desarrolladas la noche del día previo.
José Miguel Corrales responsabilizó al gobierno de los enfrentamientos y afirmó que sería "lamentable" que hubiese pérdida de vidas humanas. Por su parte, el secretario general de la Asociación Nacional de Empleados Públicos y Privados (ANEP), Albino Vargas Barrantes, afirmó que "si se derrama sangre es culpa de Carlos Alvarado".
La noche del 4 de octubre en cadena nacional de radio y televisión, el presidente Alvarado convocó a una mesa de diálogo nacional y anunció que la propuesta del Gobierno ante el Fondo Monetario Internacional (FMI) sería retirada para que desde dicha negociación saliera una nueva y consensuada. A pesar de dicho retiro, los bloqueos no cesaron y más bien aumentaron. El primer corte del 5 de octubre reportaba 45 bloqueos totales y 10 intermitentes a cargo de 2172 personas, los cuales aumentaron a 57 bloqueos y 38 intermitentes a cargo de 2476 personas en horas de la tarde. El Ejecutivo afirmó que a ese momento se contabilizaban 15 personas arrestadas por obstrucción de vías públicas, resistencia y agresión con arma en Puntarenas y Limón, donde los integrantes del movimiento agredieron a oficiales de la Fuerza Pública, causaron daños a vehículos policiales, de transporte y personales, así como bloqueos de rutas nacionales, entre otros.
Para la tarde del 6 de octubre el Gobierno registraba 2112 personas con bloqueos totales en 53 puntos e intermitentes en otras 33 localidades. La cifra de personas arrestadas subió a 34 por los delitos de obstrucción de vías públicas, resistencia y agresión con arma en las provincias de San José, Heredia, Guanacaste, Puntarenas y Limón en donde se reportaron nuevamente agresiones a oficiales de la Fuerza Pública, daños a vehículos policiales, de transporte, medios de comunicación y personales, así como bloqueos de rutas nacionales, entre otros.

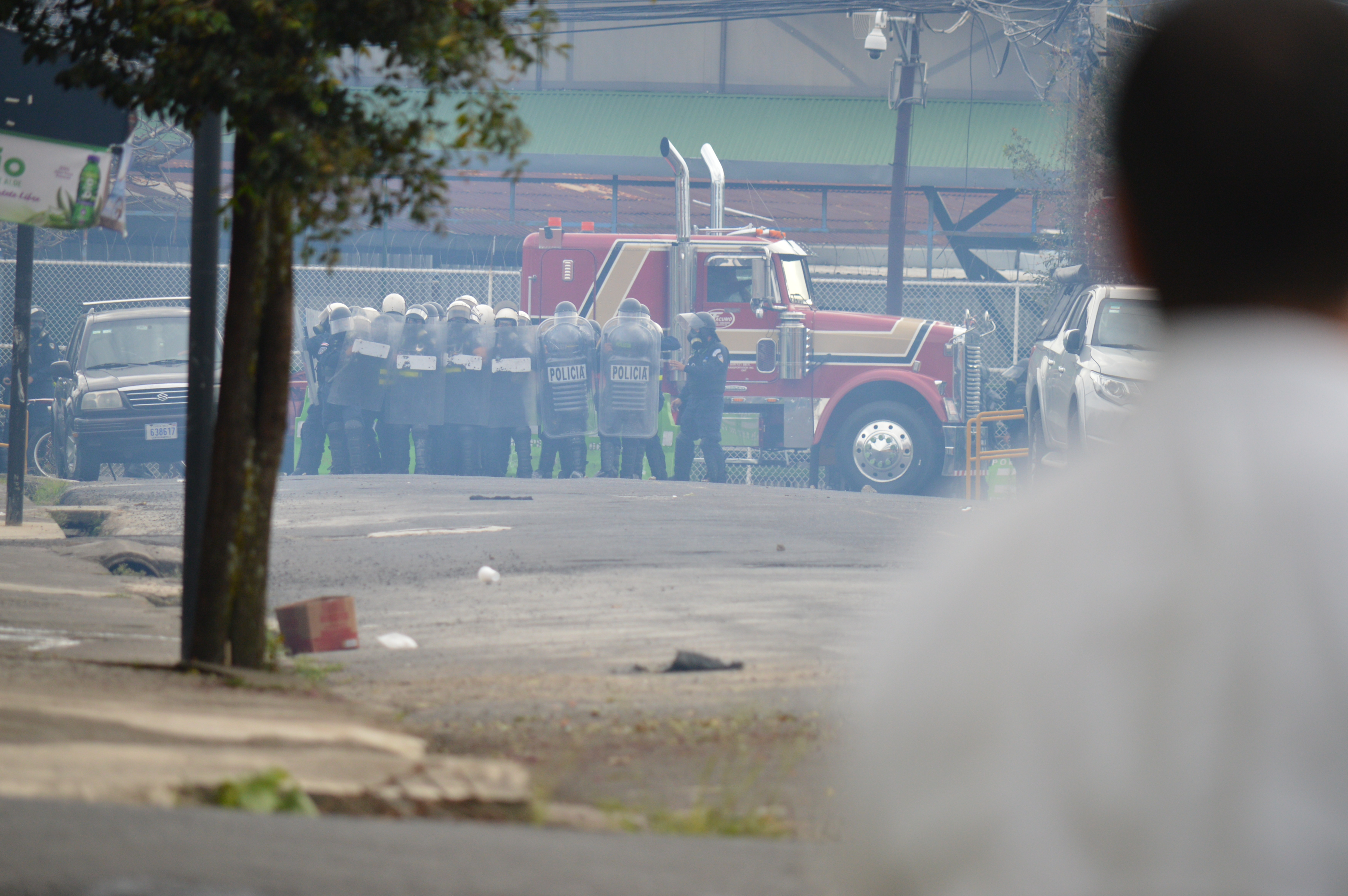
Policía antimotines luego de dispersar los actos de violencia con el uso de gases lacrimógenos

El 7 de octubre el Gobierno reportó una disminución en los bloqueos tras los operativos policiales: a la mañana se registran 28 bloqueos con 900 personas. Las rutas más importantes del país (32 (San José-Limón) y 27 (San José-Caldera)) fueron habilitadas, lo mismo que la Ruta 1 a excepción de un tramo a la altura de Grecia. Durante los operativos nuevamente se registraron hechos de violencia: 64 oficiales fueron heridos, patrullas y tráileres fueron incendiados, además que se reportaron nuevas agresiones contra miembros de la prensa. Presidencia identificó las zonas "más complicadas" como la zona Huetar Norte y Pérez Zeledón, por lo que el presidente Alvarado ordenó a los ministros de Agricultura y Ganadería; de Economía, Industria y Comercio, y al presidente Ejecutivo del Consejo Nacional de la Producción que establecieran un canal directo con los manifestantes, con el fin de atender sus demandas. De esta forma, el Gobierno optó por negociar directamente con quienes participaban de los bloqueos, desconociendo el liderazgo de Célimo Guido y José Miguel Corrales.
Ese mismo día, el ministro de Seguridad, afirmó que había grupos criminales en el Movimiento Rescate Nacional y que la cifra de oficiales heridos había subido a 100, con cerca de 60 personas detenidas. Ese día también se registró en vídeo como manifestantes habían lanzado una bomba molotov contra oficiales antimotines en Quepos de Puntarenas, un acto que según el Código Penal costarricense es considerado un acto de terrorismo. Por su parte, el Movimiento Rescate Nacional anunció que iniciarían una gira por todos los bloqueos para solicitar que los vehículos del sector productivo no fueran afectados por las acciones de presión y que les dejaran libre el paso.
El 8 de octubre, José Miguel Corrales posteó en la página de Facebook oficial del Movimiento Rescate Nacional un vídeo en el que pedía perdón por lo que había hecho e hizo un llamado a deponer los bloqueos, tras reconocer que el crimen organizado se había hecho con el control de los bloqueos. El vídeo fue borrado minutos después y Célimo Guido anunció que seguirían con los bloqueos en todo el país aunque ordenó una pausa en las acciones de presión para que todos se trasladaran el 12 de octubre hasta San José para participar en una gran marcha desde el Parque de La Merced hasta la Casa Presidencial.
Guido afirmó el 10 de octubre que él había sido "elegido democráticamente por el pueblo para representar sus demandas", a pesar de que no se presentó a ningún cargo público en las elecciones generales de 2018 ni las elecciones municipales del año 2020.
Tras la renuncia de José Miguel Corrales los bloqueos decayeron en todo el país, sin embargo, los que se mantenían en las zonas rurales lo hacían con alta agresividad hacia la policía. Para el 11 de octubre el Gobierno registraba solo cuatro bloqueos con 140 personas luego que en horas de la madrugada fueran intervenidos y liberados los bloqueos en Aguas Zarcas, Río San Carlos a la altura de Terrón Colorado, Altamira, Muelle, Chilamates, Horquetas en la Zona Norte; y Penshurst en Limón. En esta última localidad cinco personas fueron detenidas por cobrar a los conductores por dejarlos atravesar el bloqueo y fueron decomisadas 20 bombas molotov.
Al 12 de octubre, los bloqueos se localizaban solo en la Zona Sur del país: siete en total con 150 personas, sin embargo, la manifestación convocada al frente de la Casa Presidencial terminó en graves actos de violencia. Para el 14 de octubre todos los bloqueos fueron levantados y al día siguiente el Gobierno presentó una acusación penal contra los cabecillas del Movimiento Rescate Nacional por los delitos de asociación ilícita, instigación pública, obstrucción de vía pública, entorpecimiento de servicios públicos, motín, atentado terrorista, incendio, explosión, así como delitos contra la tranquilidad pública, poderes públicos, la autoridad pública y la seguridad común.
El 16 de octubre, Óscar Campos, otro de los dirigentes del Movimiento Rescate Nacional reveló que se estaban armando en 150 puntos del país para enfrentarse como "grupo de choque" con la policía.

### Actos del 12 de octubre

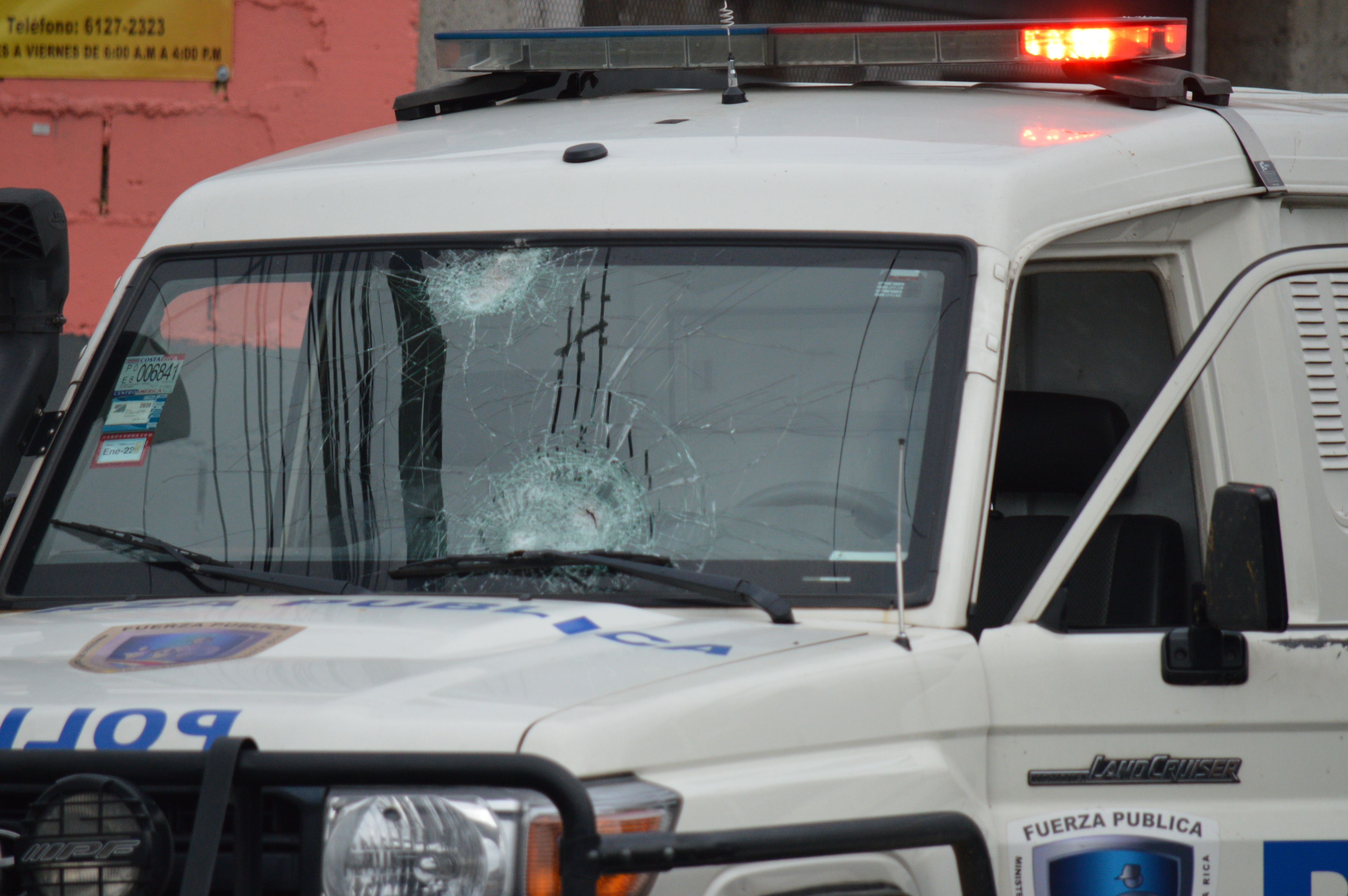
Patrulla de la Fuerza Pública de Costa Rica dañada durante los actos de vandalismo en las afueras de la Casa Presidencial el 12 de octubre de 2020.

El 12 de octubre el Movimiento Rescate Nacional arrancó una manifestación desde el parque La Merced en San José hasta la Casa Presidencial en Zapote. Allí se congregaron varios centenares de personas hasta horas de la tarde, cuando las manifestaciones se tornaron violentas. Los presentes empezaron a lanzar piedras, palos y otros objetos contra los oficiales que custodiaban el perímetro de la Casa Presidencial, además de atacarlos con objetos contundentes. Minutos antes, el director regional de la Fuerza Pública de Alajuela, Milton Alvarado, fue atacado con un palo en su cabeza que lo dejó incapacitado. En el punto álgido del enfrentamiento, algunos de los presentes instigaron a un camionero a pasar por encima de las vallas perimetrales de la Casa Presidencial. Tras varios minutos de enfrentamiento, los oficiales empezaron a lanzar gases lacrimógenos para dispersar la revuelta, la cual concluyó con 11 policías heridos, dos con golpes serios en la cabeza y uno con una fractura de rodilla; así como 28 manifestantes detenidos.
La Sala Constitucional de la Corte Suprema de Justicia recibió un recurso contra el Gobierno por el uso de la fuerza para dispersar a los presentes en el movimiento, sin embargo, por unanimidad los magistrados rechazaron el recurso tras tener por probado que la Policía actuó tras ver que había oficiales heridos y que los presentes habían ignorado el llamado de calmar los ánimos.

## Procesos judiciales

### Voto de la Sala Constitucional
El 13 de octubre la Sala Constitucional de la Corte Suprema de Justicia de Costa Rica emitió una sentencia unánime condenando al Estado por no haber actuado de manera oportuna para levantar los bloqueos del Movimiento Rescate Nacional, en lo que calificó como una "renuncia" a su deber constitucional de resguardar el orden público, en detrimento de los derechos de los ciudadanos afectados.
Un día después la Sala entregó la sentencia completa en la cual hizo fuertes reproches al Movimiento Rescate Nacional a quienes señaló un "desconocimiento e irrespeto hacia la institucionalidad prevista por los Constituyentes" de 1949.
La Sala recordó que los primeros artículos de la Constitución Política de Costa Rica sientan las bases de la institucionalidad: el primero establece que Costa Rica es una República democrática, libre, independiente, multiétnica y pluricultural; el segundo establece que la Soberanía reside exclusivamente en la Nación; dado el carácter representativo del Gobierno (artículo 9), el pueblo delega la potestad de legislar en la Asamblea Legislativa por medio del sufragio, y sus Diputados tienen ese carácter por la Nación y son elegidos por provincias (numeral 106).
El voto también cita los artículos de la Constitución que prohíben expresamente la sedición y otras prácticas constitutivas de traición a la Patria.

El celo que guarda la Constitución Política por la institucionalidad democrática también fue expresado en sus primeros numerales. Así, el ordinal 3 señala que “Nadie puede arrogarse la soberanía; el que lo hiciere cometerá el delito de traición a la Patria”, mientras que el artículo 4 indica “Ninguna persona o reunión de personas puede asumir la representación del pueblo, arrogarse sus derechos, o hacer peticiones a su nombre. La infracción a este artículo será sedición."
Sala Constitucional

Los magistrados hicieron toda esa recapitulación para señalar que el modelo democrático costarricense generado por la Constitución de 1949 estableció que era el voto y el referéndum las vías legítimas de participación ciudadana, con el fin de prevenir que una persona o grupo de ellas pretendieran usurpar la soberanía reservada a la Nación.
Asimismo, el voto unánime señala que el uso reiterado del bloqueo de calles como medio para ejercer presión política ha derivado en una deformación de la verdadera naturaleza de las manifestaciones, originalmente concebidas como un ejercicio de la libertad de expresión y de reunión pacífica.
Para los magistrados, los bloqueos del Movimiento Rescate Nacional "no pueden circunscribirse dentro del sano ejercicio de esas libertades, dado que su propósito, lejos de expresar una opinión o buscar el diálogo entre las partes, se ciñe en la obtención de los fines de los manifestantes, mediante el daño generado a la infraestructura nacional y el impedimento de su utilización, en relación con el consecuente perjuicio a las personas dependientes de ella". Asimismo, tomaron en cuenta que desde su inicio el Movimiento tomó la posición de no negociar con el Poder Ejecutivo antes del 30 de septiembre cuando convocaron a los bloqueos, y que una vez iniciados solo se sentarían con el Ejecutivo en una mesa con los bloqueos sostenidos.

La intención de quienes convocaron a manifestaciones estaba dirigida específicamente a paralizar o entorpecer infraestructura vital del país, como los puertos, las vías de ingreso y egreso terrestre y las carreteras. No puede considerarse que tal intención constituya una vertiente legítima de la libertad de expresión, pues su finalidad última no es la expresión de una opinión o la transmisión de un mensaje, sino la generación de un daño significativo al orden público a efectos de obtener el resultado pretendido.

Finalmente, la Sala afirmó que usar medios no previstos por el ordenamiento jurídico, o prohibidos por él, como forma de incidir en las decisiones del país constituía un menoscabo al Gobierno electo popularmente, y un irrespeto al voto emitido constitucionalmente por la ciudadanía.

### Proceso penal
El 15 de octubre, durante una reunión de dirigentes del Movimiento Rescate Nacional en San José, la Fiscalía General de la República se apersonó al lugar donde tenía dicho encuentro para entregar citaciones indagatorias de proceso penal contra diez cabecillas, entre ellos Célimo Guido, Óscar Campos, Francisco Villalobos Rojas y Xinia López Quesada.
Durante la audiencia en el Tribunal Penal, la Fiscalía General de la República solicitó que contra Célimo Guido se emitieran una serie de medidas cautelares por los delitos de instigación pública y obstrucción de vía pública:
- Prohibición de concurrir o participar (presencial o virtualmente) en reuniones tendientes a continuar con los delitos investigados.
- Prohibición de visitar (presencial o virtualmente) cualquier punto de obstrucción de la vía pública, punto de encuentro ciudadano o bloqueo, en todo el territorio nacional.
- Prohibición de comunicarse con personas que inciten a los bloqueos o a alzarse públicamente en contra de los funcionarios públicos para obligarlos a adoptar alguna medida, o que ejecuten estas acciones.
- Prohibición de comunicarse con los demás imputados, en su condición de líderes del Movimiento Rescate Nacional, cuando dicha comunicación tenga como objetivo el instigar la ejecución de bloqueos o coordinar su puesta en práctica y/o, el coordinar o ejecutar alzarse en grupos de 10 personas o más, en contra de los funcionarios públicos para obligarlos a adoptar alguna medida.
- Prohibición de expresar apoyo a la obstrucción de las vías púbicas o puntos de encuentro ciudadano, instigar o promover su ejecución, al igual que expresar apoyo a alzarse públicamente en contra de los funcionarios públicos para obligarlos a adoptar alguna medida.
- Prohibición de expresar que se ha asumido la representación del pueblo.

Horas más tarde, el Juzgado Penal rechazó la solicitud de medidas cautelares por considerar que la Fiscalía no cumplió requisitos procesales. La Fiscalía alegó que existía peligro de continuidad delictiva, bajo el argumento del llamamiento de los investigados a continuar con los hechos a pesar de la indagatoria; y el peligro para la víctima aludiendo que se investigan hechos que afectan a la colectividad de ciudadanos.
Aunque el juez dio por acreditado que existía suficiente probabilidad de que Guido hubiese cometido los delitos acusados, rechazó que existiera peligro procesal que ameritara una medida cautelar. Según la resolución, el juez tomó en consideración que el dirigente había girado la instrucción de cesar con los bloqueos en todo el país, además de que no era posible considerar como "víctimas" de los delitos a toda la ciudadanía.

## Polémica sobre la legitimidad del movimiento
Aunque inicialmente el Gobierno señaló que solo negociaría con el Movimiento Rescate Nacional si este deponía los bloqueos, conforme los actos delictivos fueron aumentando esa posibilidad fue descartándose hasta el día en el que el Poder Ejecutivo presentó la acusación penal. 
El Movimiento Rescate Nacional había recibido actos de legitimidad por parte de la Asociación Nacional de Empleados Públicos y Privados (ANEP) y la Asociación de Empleados Industriales de las Comunicaciones y Energía (ASDEICE).
Tras la renuncia de José Miguel Corrales tras denunciar la infiltración del crimen organizado en los bloqueos, estos disminuyeron en una cantidad que hacía más sencillo al gobierno intervenir con la policía. Para el 14 de octubre ya no se registraban bloqueos en el país, sin embargo, la noche del 15 de octubre el Movimiento recibió un nuevo impulso luego que el sindicalista secretario general de la ANEP, Albino Vargas Barrantes, revelara en su cuenta de Twitter que el Movimiento Rescate Nacional había firmado un acuerdo con la Unión Costarricense de Cámaras y Asociaciones del Sector Empresarial Privado (UCCAEP), tan solo horas después de que dicha unión empresarial hubiese rechazado formar parte de la mesa de diálogo que fue convocada por el Poder Ejecutivo y el Poder Legislativo.
Con dicho acuerdo UCCAEP y el Movimiento Rescate Nacional manifestaban su intención de incorporarse a la mesa de diálogo convocada por la Asamblea de Trabajadores del Banco Popular.
Al día siguiente, algunas cámaras empresariales afiliadas a UCCAEP y figuras políticas manifestaron su rechazo al acercamiento entre ambos grupos por el peligro que representaba legitimar un grupo que no había ocultado posiciones sedicionistas y que tomó acciones de presión durante dos semanas que se tradujeron en bloqueo de vías nacionales y cantonales; millones de dólares en pérdidas para el sector productivo nacional, así como actos de violencia y delincuencia en contra de funcionarios públicos. Otros actores señalaron directamente que el Movimiento Rescate Nacional lo que pretendía era un golpe de Estado legitimado por el sector empresarial privado. Los cabecillas de Rescate Nacional, antes de la formación del grupo, habían presentado a través de algunos diputados una propuesta para permitir la destitución del presidente de la República, una figura no contemplada en la Constitución Política vigente.
Álvaro Jenkins, presidente de UCCAEP, justificó al día siguiente el acercamiento con el Movimiento Rescate Nacional afirmando que había sido él, en cinco horas, quien había logrado que cesaran los bloqueos. Eso fue desmentido por el propio Célimo Guido horas después en una conferencia de prensa, al afirmar que fueron ellos quienes dieron la orden de detener los bloqueos. Por su parte, el Gobierno emitió un comunicado de prensa censurado el acercamiento de UCCAEP con Rescate Nacional. El presidente Carlos Alvarado afirmó que UCCAEP "le dio la espalda a la democracia" y que era un "irrespeto" a la Fuerza Pública el que Jenkins se atribuyera el que cesaran los bloqueos, al sostener que fue la intervención de las fuerzas del orden lo que los detuvo.

Hay voces muy minoritarias, pero peligrosas que están llamando a generar inestabilidad. Jamás en Costa Rica prevalecerán. Lo grave hoy es que una organización empresarial legitimó a ese actor. Al hacer eso le dio la espalda a la democracia. 
Es un irrespeto a la Fuerza Pública, a los más de 120 policías y a la democracia misma, decir que fue una firma espuria la que levantó los bloqueos, cuando la realidad es que fue la acción hecha por las autoridades; unas mediante el diálogo y en otras por la acción policial y hay basta evidencia pública de ello.
Hago un llamado a todos los ciudadanos, a los presidentes de los poderes de la República, a los expresidentes de la República, a los partidos políticos demócratas, a los actores democráticos, a los sectores sindicales, cooperativos, a las iglesias, a los solidaristas, a las mujeres, a la juventud, a los agricultores, a los empresarios que respaldan la democracia a que cerremos filas con el sistema democrático, con la institucionalidad y con Costa Rica.
Carlos Alvarado Quesada

Al día siguiente más actores políticos y empresariales cerraron filas con el Gobierno en el llamado al respeto de la institucionalidad y los canales formales de diálogo. Los expresidentes de la República firmaron una carta en ese sentido, a excepción del expresidente José María Figueres Olsen; mientras que las diputadas Zoila Volio Pacheco (independiente) y María Vita Monge Granados (Partido Unidad Social Cristiana) presentaron una moción de "voto de confianza, en respaldo y el respeto a la institucionalidad democrática y a las vías institucionales del diálogo respetuoso y de consenso". La moción fue aprobada en el Congreso el 21 de octubre con 31 votos a favor, 16 en contra y 11 ausencias.
El 16 de octubre, un grupo de cinco diputados de la oposición y el Movimiento Cooperativista se sentó a dialogar con el Movimiento Rescate Nacional, reafirmando su legitimidad. Ese mismo día, los presidentes de los Supremos Poderes firmaron un manifiesto de llamado al diálogo y al respeto por la institucionalidad democrática y la Constitución.

Ante la situación que vive el país por la pandemia y la dura situación económica, los Supremos Poderes, representados por el Presidente del Poder Ejecutivo, Legislativo, Judicial y la Vicepresidenta del Tribunal Supremo de Elecciones, expresamos categóricamente nuestra voluntad de defender la democracia, la institucionalidad del país y la Constitución.

Reiteramos que el diálogo es la legítima vía costarricense para construir y dar soluciones a los problemas que enfrentamos como sociedad producto de la crisis sanitaria, económica y social, provocada por la pandemia Covid 19.
Llamamos al diálogo transparente, apelando a la buena voluntad, a la responsabilidad de todos los sectores del país, que tienen una silla en la mesa multisectorial, para construir juntos un país mejor, más equitativo y con oportunidades para todos.
Agradecemos a los sectores, a las personas y las entidades que desde el inicio de la apertura al diálogo han estado dispuestos a sumarse y contribuir a la tarea de construcción conjunta de soluciones para que Costa Rica siga siendo el país de paz y una de las democracias más sólidas del continente.
El desafío es grande, pero desde las Instituciones que representamos queremos vehementemente llamar a la calma, a sentarnos a dialogar, a defender la democracia y resguardar la institucionalidad y la Constitución heredada de nuestros antepasados, como es característica de los costarricenses.

Reiteramos que el respeto y plena vigencia de la institucionalidad democrática es el camino para seguir avanzando en la tarea de construir el país libre, de paz, próspero y justo al que todos aspiramos.

El 22 de octubre, cinco sindicatos pertenecientes al Poder Judicial se unieron al Movimiento Rescate Nacional para apoyar sus ideas de cambiar la forma de elegir magistrados, el proceso de nombramiento por parte de los diputados, la oposición a nuevos impuestos y contra la falta de diálogo del gobierno, entre otros.
El 26 de octubre el Movimiento Cooperativista y esos diputados anunciaron que el Movimiento Rescate Nacional había sido incluido en la mesa de diálogo convocada por la Asamblea de Trabajadores del Banco Popular.